# Amauris nossima
Amauris nossima är en fjärilsart som beskrevs av Ward 1870. Amauris nossima ingår i släktet Amauris och familjen praktfjärilar. IUCN kategoriserar arten globalt som sårbar. Inga underarter finns listade i Catalogue of Life.

## Bildgalleri

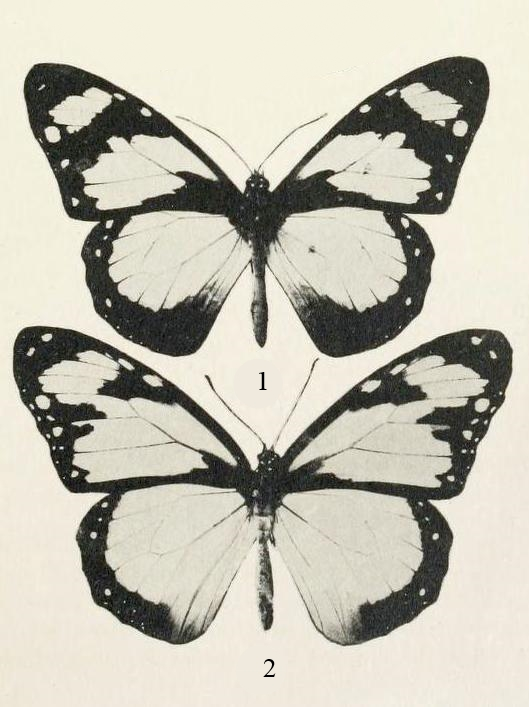